# Gypsophila
Gypsophila es un género de plantas de la familia Caryophyllaceae, nativo de Europa, Asia, norte de África y México. Muchas especies se encuentran en suelos ricos en calcio, incluyendo el yeso, gypsum en latín, que le da nombre al género.  Comprende 335 especies descritas y de estas, solo 151 aceptadas.

## Taxonomía
El género fue descrito por Carlos Linneo y publicado en Species Plantarum 1: 406. 1753. La especie tipo es: Gypsophila repens

## Descripción
Son plantas herbáceas caducas o perennes que alcanzan 5-120 cm de altura. Las hojas son opuestas, lineales o triangulares estrechas de 1-7 cm de longitud y  2-8 mm de ancho. Las flores se producen en grandes inflorescencias, que pueden ser densas o abiertas y lacias; las flores son pequeñas de 3-10 mm de diámetro con cinco pétalos rosas o blancos.

## Especies seleccionadas
- Gypsophila acutifolia
- Gypsophila altissima
- Gypsophila aretioides
- Gypsophila arrostii
- Gypsophila bicolor
- Gypsophila bungeana
- Gypsophila capituliflora
- Gypsophila cephalotes
- Gypsophila cerastioides
- Gypsophila davurica
- Gypsophila desertorum
- Gypsophila elegans
- Gypsophila fastigiata
- Gypsophila huashanensis
- Gypsophila licentiana
- Gypsophila muralis
- Gypsophila nana
- Gypsophila oldhamiana
- Gypsophila pacifica
- Gypsophila paniculata
- Gypsophila patrinii
- Gypsophila perfoliata
- Gypsophila petraea
- Gypsophila pilosa
- Gypsophila rokejeka
- Gypsophila repens
- Gypsophila scorzonerifolia
- Gypsophila sericea
- Gypsophila spinosa
- Gypsophila struthium
- Gypsophila tenuifolia
- Gypsophila tschiliensis